# Mini-RF

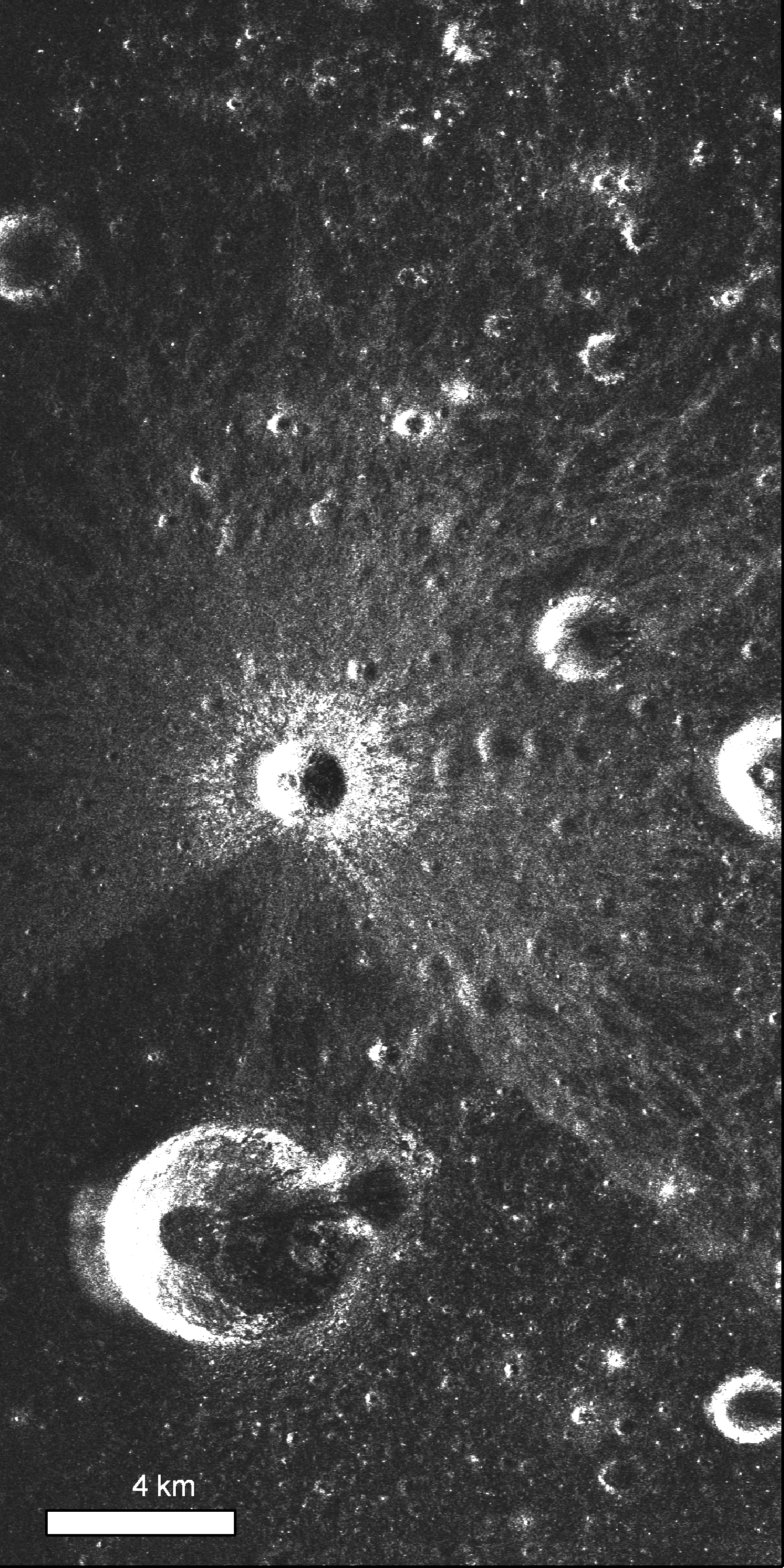
Un ejemplo de imagen de retrodispersión total de radar Mini-RF tomada en la banda de 12,6 cm. Se muestra un cráter de impacto lunar fresco con un manto de eyección que lo rodea..

El instrumento miniatura de radiofrecuencia (Mini-RF) es un radar de apertura sintética (SAR) instrumento en el Lunar Reconnaissance Orbitador (LRO), el cual está actualmente en órbita alrededor de la Luna. Tiene una resolución de 30 m/píxel y dos bandas de longitud de onda, una banda primaria en 126 mm y una banda secundaria en 42 mm. El detective principal original del Mini-RF, Stewart Nozette, fue arrestado por espionaje, y el detective principal actual es Ben Bussey del Laboratorio de Física Aplicado, donde se construyó el Mini-RF. Los anteriores instrumentos SAR, como el radar en la misión Magallanes a Venus, era grande, masivo, necesitado de potencia eléctrica, y caro. Debido a necesitarse uno barato, con tecnología ligera SAR, el instrumental del Mini-RF estuvo diseñado en respuesta a esas preocupaciones. Debido a ser una manifestación de tecnología , el Mini-RF a veces no se incluye en listas de LRO  instrumentos.
El radar es uno de los pocos sensores remotos capaces de distinguir hielo de agua de otras formas de agua pensado para estar presente en la Luna, como minerales hidratados y agua adsorbida en la superficie lunar.  A pesar de que la Misión LCROSS, la cual intencionadamente chocó una sonda en la superficie lunar para buscar agua, con agua detectada en el cráter Cabeus, en tanto, el Mini-RF no detectó hielo de agua en el sitio de impacto LCROSS.
En enero de 2011, después de completar los objetivos del Mini-RF en misión primaria, la NASA anunció que el transmisor Mini-RF había padecido un fracaso crítico.  El receptor continúa trabajando, dejando ocasionales medidas bistaticas de radar, donde la señal de radar se transmite de la Tierra, reflejado de la Luna, y recibido por el Mini-RF.